# InstallShield
InstallShield est un outil logiciel propriétaire permettant de créer des installateurs ou des paquets logiciels. InstallShield était également le nom de l'entreprise produisant le logiciel jusqu'en 2004, lorsqu'elle a été rachetée par Macrovision.
Les deux principaux types d'installateur qui peuvent être générés par la version Windows de l'outil InstallShield sont appelés Basic MSI et InstallScript. Les installateurs produits par Basic MSI sont des paquets pour Windows Installer (MSI), et ceux avec InstallScript des exécutables (généralement appelés setup.exe) qui sont fabriqués à l'aide d'un script basé sur des événements. (Il existe également un troisième type d'installateur, appelé InstallScript MSI, qui utilise le langage de programmation InstallScript pour l'interface utilisateur et la personnalisation des installateurs, et le moteur Windows Installer pour ce qui concerne la partie transfert de données de l'installateur).